# Зуевская экспериментальная ТЭЦ
Зу́евская экспериментальная теплоэлектроцентраль (ЭТЭЦ) — предприятие, реорганизованное из Зуевской ТЭЦ ВТИ, которое, в свою очередь, было создано на базе Зуевской ГРЭС. Располагается в городе Зугрэс 40 км от Донецка.

## История электростанции

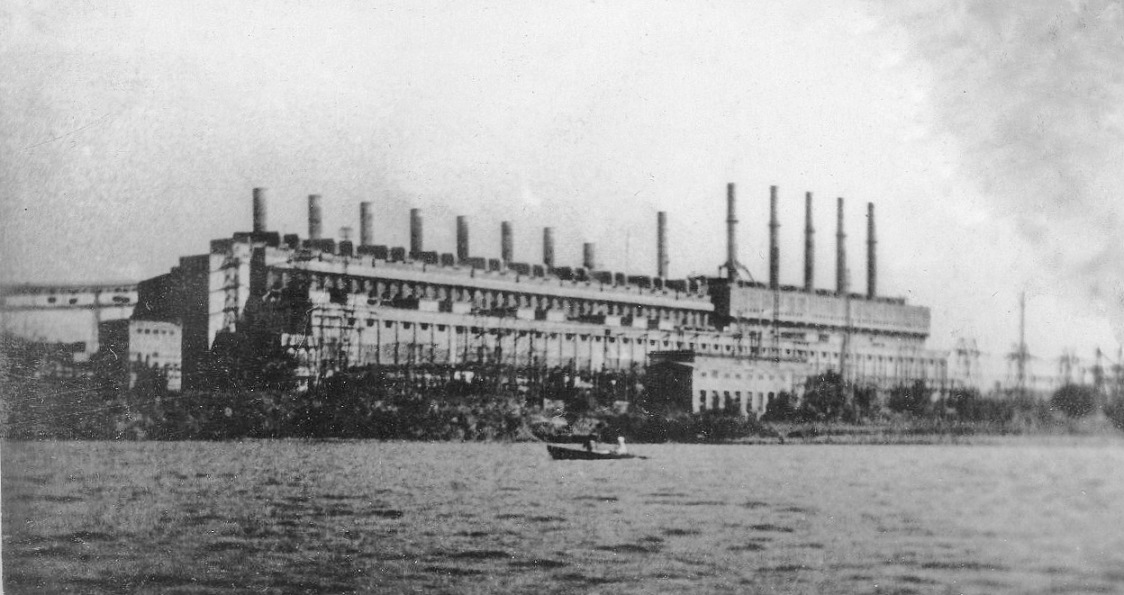
Зуевская ГРЭС

За 80 лет своего существования предприятие дважды изменяло производственный статус. В соответствии с этим в разные периоды своей истории электростанция официально называлась по-разному. Сначала это была Зуевская ГРЭС (до 1975 года), затем — Зуевская ТЭЦ ВТИ, а в последний период, после распада СССР — Зуевская ЭТЭЦ. Самым важным для предприятия был первый период, когда станция вносила значительный вклад в обеспечение электроэнергией Донбасса.

### Зуевская ГРЭС

Паровая турбина ЗуГРЭС, 1930-е годы

Решение о строительстве Зуевской государственной районной электростанции — Зуевской ГРЭС — правительство СССР приняло в 1929 г., как дополнение к плану ГОЭЛРО.
Строительство станции началось в 1930 году.
Первый электрический ток станция дала в 1931 году, а в 1932 году была пущена в строй первая очередь электростанции общей мощностью 150 МВт.
В 1937 году в эксплуатацию была введена вторая очередь ГРЭС мощностью 100 МВт.
В 1939 году была введена в эксплуатацию третья очередь ГРЭС — турбина мощностью 100 МВт, и Зуевская ГРЭС вышла на проектную мощность. В этом же 1939 году ГРЭС была награждена орденом Трудового Красного Знамени. На тот момент станция была первой по мощности тепловой станцией в СССР; с марта 1940 года она стала 2-й, после достижения проектной мощности на Новомосковской ГРЭС. 45 % потребляемой электроэнергии Донбасс получал от Зуевской ГРЭС.
В начале Великой Отечественной войны в связи с приближением линии фронта электростанция была остановлена, её оборудование частично демонтировано и эвакуировано в тыл.
В ночь с 19 на 20 октября 1941 года на совещании командиров 383-й стрелковой дивизии, 395-й стрелковой дивизии и 38-й кавалерийской дивизии было принято решение как можно дольше задержать противника на рубеже Орджоникидзе, ЗуГРЭС, Кутейниково. Около часа ночи 22 октября 1941 года командующий 18-й армии приказал 383-й стрелковой дивизии занять оборону на рубеже Орджоникидзе - Нижняя Крынка - ЗуГРЭС. В течение ночи дивизия совершила рокировку и к утру 22 октября 1941 года её 691-й стрелковый полк занял оборону на рубеже Зуевка - ЗуГРЭС. После того, как немецко-итальянские войска попытались форсировать вброд русло реки с целью атаковать левый фланг 691-го стрелкового полка, земляная плотина водохранилища была подорвана, и поток воды снёс переправлявшиеся пехоту, лошадей, бронетранспортёры и автомашины. водохранилище оказалось осушено.
В течение двухлетней оккупации Зугрэса немцы пытались восстановить станцию. Это им не удалось, и при бегстве из города (конец августа — начало сентября 1943 года) часть объектов электростанции с оборудованием ими были взорваны.
Восстановление ГРЭС началось в 1943 году, сразу же после освобождения Зугрэса советскими войсками.
В январе 1944 года была пущена первая турбина (50 МВт) и два котла. На полное восстановление и частичную реконструкцию электростанции потребовалось ещё 2,5 года. С пуском в июне 1946 года турбогенератора мощностью 100 МВт Зуевская ГРЭС вышла на довоенную проектную мощность.
В дальнейшем, мощность станции была увеличена до 380 МВт.
Решение о закрытии Зуевской ГРЭС было принято в 1974 году.
К 1977 году электростанция выработала свой производственный ресурс. В 1978 году на базе закрывшейся станции было создано новое предприятие — Зуевская ТЭЦ ВТИ — научно-техническая лаборатория Всесоюзного теплотехнического института им. Ф. Э. Дзержинского.

### Зуевская ТЭЦ ВТИ

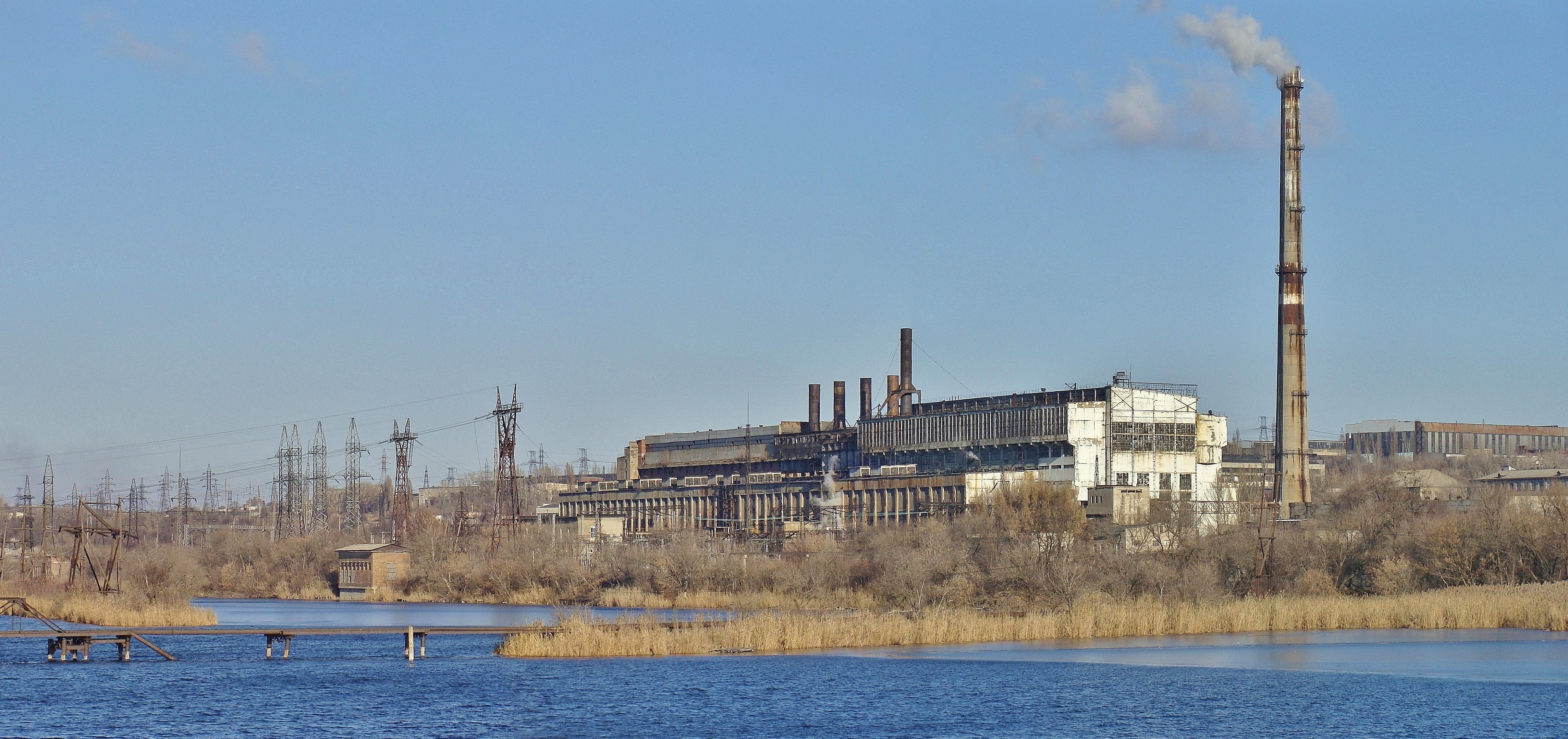
Зуевская ТЭЦ

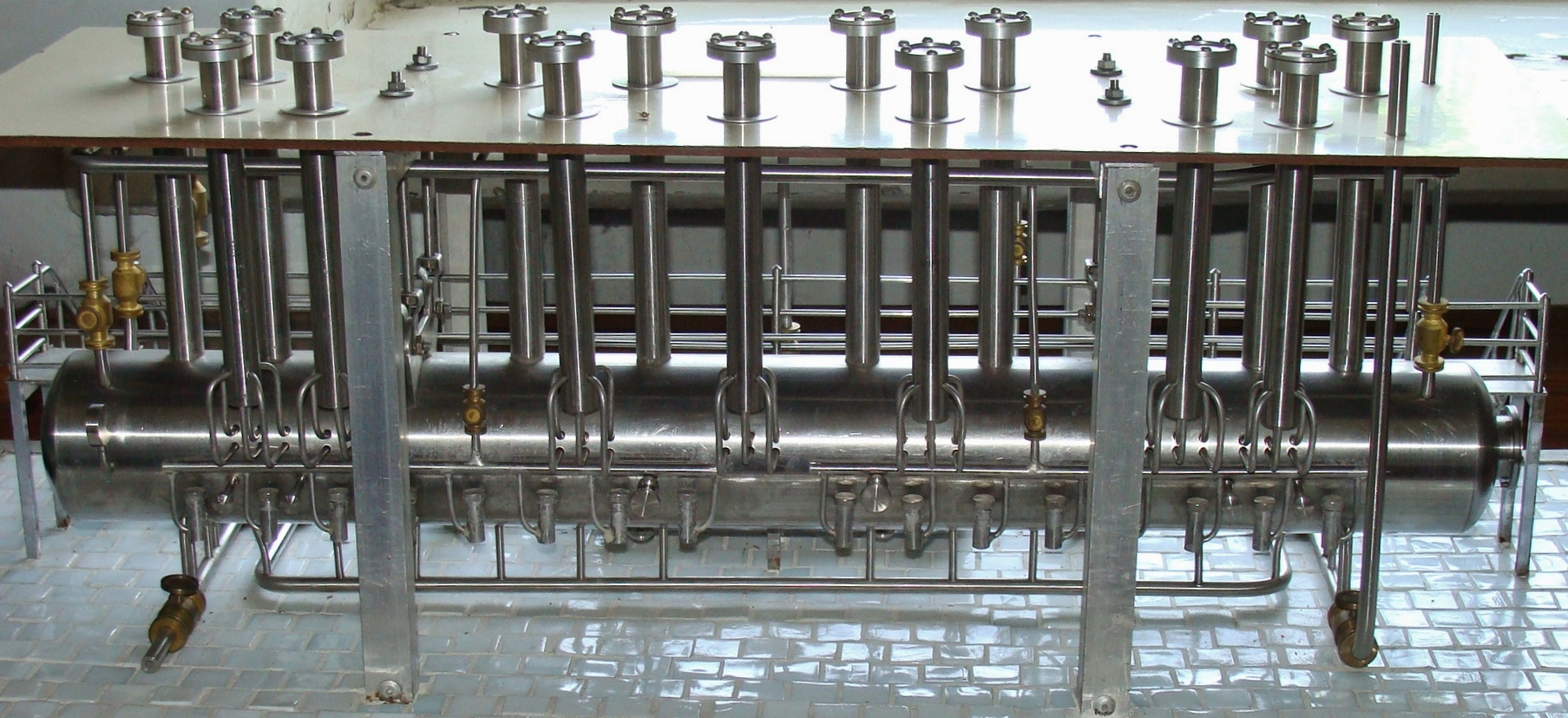
Макет стенда по исследованию взрываемости твёрдого топлива

Зуевская ТЭЦ ВТИ была удачным проектом создания нового востребованного предприятия на базе закрывавшейся электростанции, попутно решавшим социальные и технические проблемы, связанные с закрытием Зуевской ГРЭС. На станции была произведена капитальная реконструкция. Изношенные энергоблоки Зуевской ГРЭС демонтировали. Было установлено новое оборудование: котлы БКЗ-120-100 (высокого давления) и П-63 (сверхвысокого давления), паровая турбина ПТ-12-90. Предприятие перевели с угля на газ и мазут. Станция по прежнему оставалась электрогенерирующим предприятием, но уже регионального значения. Общесоюзное значение теперь приобрела стендовая база Зуевской ГРЭС. Устанавливались экспериментальные стенды по исследованию теплофизических и водно-химических процессов на атомных и тепловых станциях с целью создания эффективных технологий и оборудования по локализации аварий на АЭС и ТЭС, стенды по газификации (комбинированный слоевой газификатор — КСГ) и взрываемости твёрдого топлива. Стендовые исследования проводил ВТИ и другие НИИ СССР. К моменту распада СССР на Зуевской ТЭЦ ВТИ было уже 58 стендов, готовых к внедрению в энергетической промышленности, была создана солидная научно-техническая база.
С распадом СССР союзное финансирование проекта прекратилось. Станция перешла в госсобственность Украины, под управление министерства энергетики. В 1996 году было принято решение о закрытии Зуевской ТЭЦ ВТИ. ТЭЦ работала до середины 1990-х годов, после чего перестала работать как генерирующая электростанция, а была переведена в разряд экспериментальной теплоцентрали и стала называться Зуевская экспериментальная теплоэлектроцентраль — Зуевская ЭТЭЦ (ЗуЭТЭЦ).

### Зуевская ЭТЭЦ

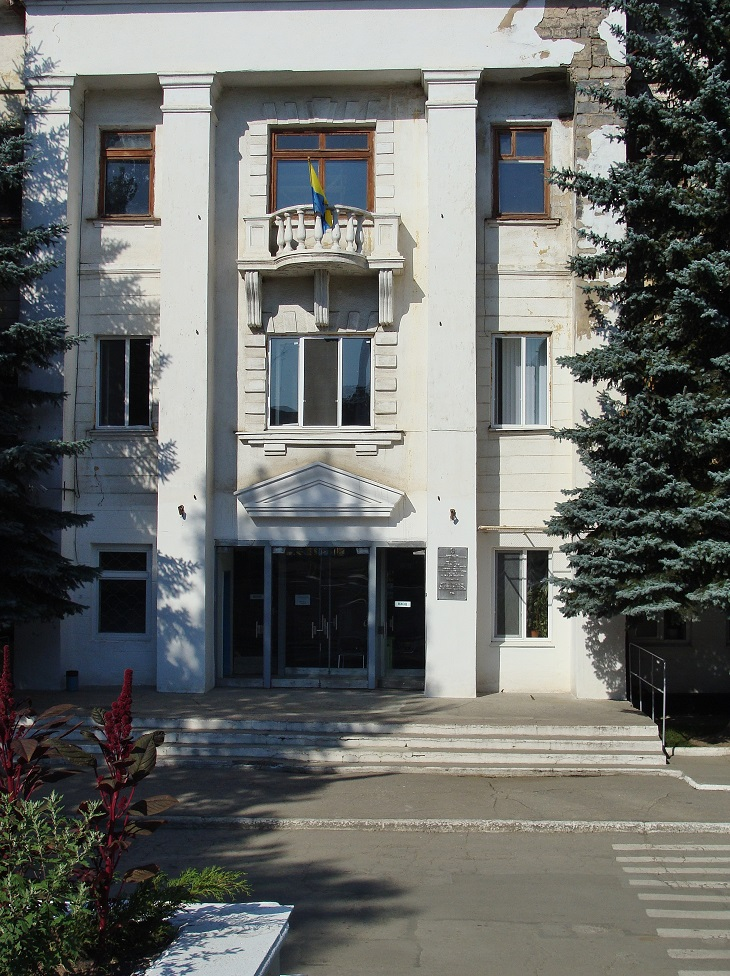
Здание управления Зуевской ГРЭС

Реорганизация Зуевской ТЭЦ ВТИ в Зуевскую ЭТЭЦ было не техническим решением, а следствием общей экономической деградации, последовавшей за распадом СССР. Оставшаяся на станции научно-техническая база Зуевской ТЭЦ ВТИ по разным причинам оказалась невостребованной. Госфинансирование на продолжение стендовых испытаний не предусматривалось. Все стенды, за исключением КСГ, были демонтированы на лом. В 1997 году прекратилось финансирование и проектов, связанных с ГСГ. Как теплоэлектроцентраль ЗуЭТЭЦ оказалась в группе предприятий с крайне низкими технико-экономическими показателями, на которых удельный расход условного топлива вдвое превышает этот показатель для современных ТЭЦ. 31 января 2008 года было принято решение о закрытии ЗуЭТЭЦ. Значение станции свелось к обеспечению в зимний период теплом старой части Зугрэса. В здании управления предприятием есть музей Зуевской ГРЭС. Главный корпус Зуевской ГРЭС имеет статус памятник промышленной архитектуры

На начало 2014 года Зуевская экспериментальная теплоэлектроцентраль работает, в действии находится турбина ПТ-12, мощностью 12 МВт. Теплоэлектроцентраль снабжает в течение отопительного сезона тепловой энергией город Зугрэс.